# João Carlos de Castro Cavalcanti
João Carlos de Castro Cavalcanti CBJM (mais conhecido por João Cavalcanti ou J.C. - Caculé,26 de outubro de 1948) é um geólogo e empresário brasileiro, reconhecido pela descoberta de jazidas de terras raras em Serra do Ramalho e ferrífera em Caetité, no estado da Bahia, entre outras pelas quais é considerado um "farejador de minérios" e foi definido pelo The New York Times como o "geólogo que fala com o cosmo", descobertas estas que lhe renderam fortuna e notoriedade.

## Biografia
Formado pela Escola de Geologia com extensão em Engenharia de Minas da Universidade Federal da Bahia em 1971, iniciou a carreira na iniciativa privada e, mais tarde, nas empresas estaduais de mineração - Companhia Baiana de Pesquisa Mineral (CBPM) e na Companhia de Recursos Minerais (CRM).
Cavalcanti voltou à iniciativa privada na década de 1980, explorando uma mina de calcário na cidade Santa Maria da Vitória, e também água mineral para suprir grandes cervejarias. Na década seguinte investiu em pesquisas na Serra Geral, descobrindo a jazida ferrífera de Caetité, que abrange os municípios de Caetité, ⁣Guanambi, Caculé, Ibiassucê e Licínio de Almeida, além de atingir áreas nos estados de Tocantins e Minas Gerais.
Foi consultor de várias empresas mineradoras e industriais, como Cervejaria Brahma,Grupo Votorantim, EBX, Grupo Odebrecht (atual Novonor), etc, além de ter participado de sociedades com Eike Batista (de quem cobra uma dívida avaliada em R$ 22 milhões, Antônio Ermírio de Moraes, Daniel Dantas.
Concorreu, em 2010, ao cargo de vice-governador do estado natal, em chapa encabeçada pelo ex-ministro Geddel Vieira Lima, sem sucesso.
Em 2012 anunciou a descoberta de uma reserva de neodímio na cidade de Serra do Ramalho, única no Brasil, em concentrações similares à da reserva chinesa de Baotu, a maior do mundo; esta nova jazida foi inicialmente estimada em cerca de oito bilhões e quatrocentos milhões de dólares. Por conta da descoberta chegou a ser sondado pelo então presidente iraniano, Mahmoud Ahmadinejad, em visita que este fizera ao Brasil, naquele ano.
Em 23 de outubro de 2008 recebeu da Assembleia Legislativa da Bahia o título de Cidadão Benemérito da Liberdade e da Justiça Social João Mangabeira que é concedido a brasileiros reconhecidamente dedicados às causas nobres, humanas e sociais que tenham resultado no desenvolvimento político e socioeconômico do Brasil, melhorando significativamente a vida das pessoas 